# Josip Drmić
Josip Drmić (phát âm tiếng Serbia-Croatia: [jǒsip dř̩mitɕ]; sinh ngày 8 tháng 8 năm 1992) là tiền đạo người Thụy Sĩ hiện đang chơi cho CLB Norwich City và là tuyển thủ quốc gia Thụy Sĩ.

## Thống kê sự nghiệp

### Quốc tế

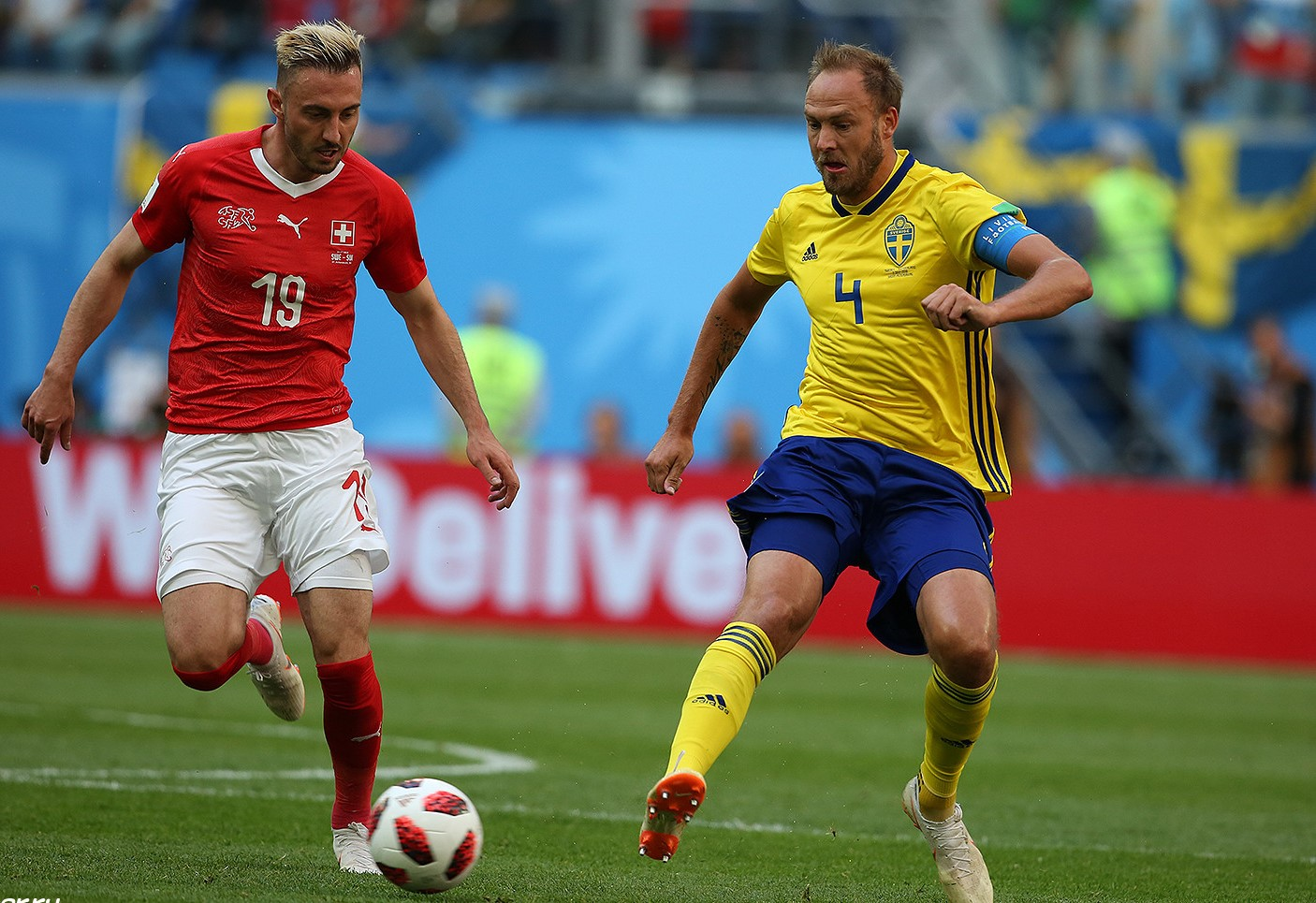
Drmić và tuyển thủ Andreas Granqvist tại World Cup 2018

Tính đến 12 tháng 10 năm 2019
| Thụy Sĩ   | Thụy Sĩ | Thụy Sĩ |
| Năm       | Trận    | Bàn     |
| --------- | ------- | ------- |
| 2012      | 1       | 0       |
| 2013      | 3       | 0       |
| 2014      | 12      | 4       |
| 2015      | 9       | 4       |
| 2016      | 0       | 0       |
| 2017      | 1       | 1       |
| 2018      | 6       | 1       |
| 2019      | 3       | 0       |
| Tổng cộng | 35      | 10      |

### Bàn thắng quốc tế
Bàn thắng và kết quả của Thụy Sĩ được để trước.
| #   | Ngày                 | Địa điểm                                           | Đối thủ    | Bàn thắng | Kết quả | Giải đấu                 |
| --- | -------------------- | -------------------------------------------------- | ---------- | --------- | ------- | ------------------------ |
| 1.  | 5 tháng 3 năm 2014   | AFG Arena, St. Gallen, Thụy Sĩ                     | Croatia    | 1–0       | 2–2     | Giao hữu                 |
| 2.  | 5 tháng 3 năm 2014   | AFG Arena, St. Gallen, Thụy Sĩ                     | Croatia    | 2–1       | 2–2     | Giao hữu                 |
| 3.  | 30 tháng 5 năm 2014  | Swissporarena, Lucerne, Thụy Sĩ                    | Jamaica    | 1–0       | 1–0     | Giao hữu                 |
| 4.  | 18 tháng 11 năm 2014 | Sân vận động Miejski, Wrocław, Ba Lan              | Ba Lan     | 1–0       | 2–2     | Giao hữu                 |
| 5.  | 14 tháng 6 năm 2015  | Sân vận động LFF, Vilnius, Litva                   | Litva      | 1–1       | 2–1     | Vòng loại Euro 2016      |
| 6.  | 5 tháng 9 năm 2015   | St. Jakob-Park, Basel, Thụy Sĩ                     | Slovenia   | 1–2       | 3–2     | Vòng loại Euro 2016      |
| 7.  | 5 tháng 9 năm 2015   | St. Jakob-Park, Basel, Thụy Sĩ                     | Slovenia   | 3–2       | 3–2     | Vòng loại Euro 2016      |
| 8.  | 13 tháng 11 năm 2015 | Sân vận động Antona Malatinského, Trnava, Slovakia | Slovakia   | 2–3       | 2–3     | Giao hữu                 |
| 9.  | 25 tháng 3 năm 2017  | Sân vận động Genève, Genève, Thụy Sĩ               | Latvia     | 1–0       | 1–0     | Vòng loại World Cup 2018 |
| 10. | 27 tháng 6 năm 2018  | Sân vận động Nizhny Novgorod, Nizhny Novgorod, Nga | Costa Rica | 2–1       | 2–2     | World Cup 2018           |